# Agrostis bjoerkmannii
Agrostis bjoerkmannii är en gräsart som beskrevs av Widén. Agrostis bjoerkmannii ingår i släktet ven, och familjen gräs. Inga underarter finns listade i Catalogue of Life.